# Vorpiek

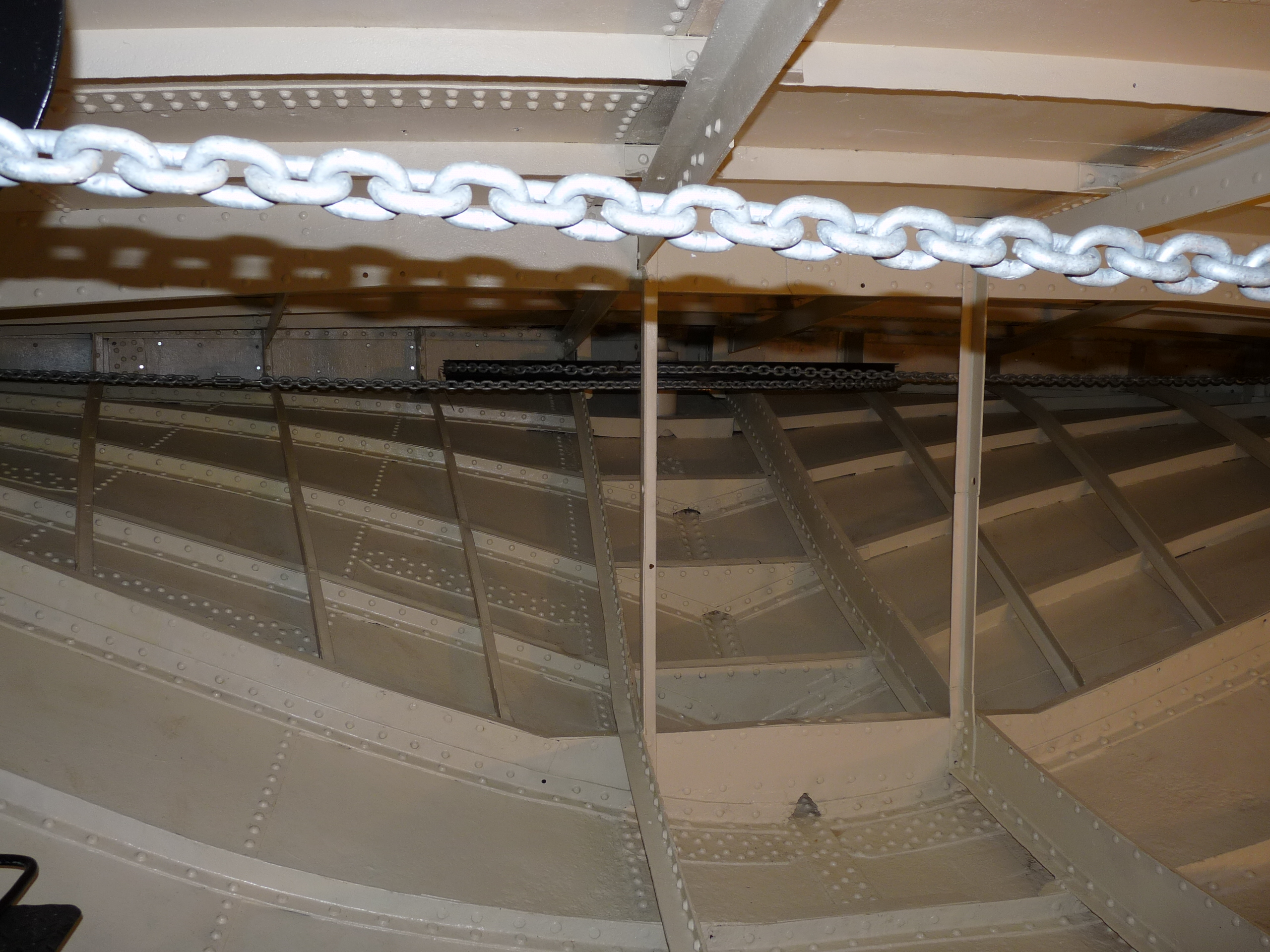
Blick in den Bugruderraum, auch Vorpiek genannt

Die Vorpiek (Bugruderraum) bezeichnet den vordersten wasserdichten Bereich im Rumpf eines Schiffes. Er liegt somit vor dem vorderen Kollisionsschott.
Dieser Bereich wird im Allgemeinen als Lagerraum für Gerätschaften oder zur Trimmung des Schiffes beispielsweise als Ballastwassertank benutzt.
Gegenüber der Vorpiek findet man im hintersten Teil des Rumpfes die sogenannte Achterpiek.